# San Giovanni in Fiore
San Giovanni in Fiore er en by i Calabrien, Italien med 15.906 (2023) indbyggere.